# Moulin de Blanchefleur
Le Moulin de Blanchefleur est un ancien moulin à eau servant à blanchir la toile, situé à Châteauneuf-de-Gadagne, en Vaucluse.

## Histoire
La création exacte du moulin n'est pas connue, mais la présence d'un bâtiment est mentionnée dès 1491. Une chapelle est construite sur le domaine en 1690. Le moulin a connu plusieurs extensions, la dernière datant des années 1960, lors de la conversion du moulin à papier en usine. Il ne reste de l'ensemble architectural que l'ancien moulin et sa chapelle. Le moulin (le bâtiment rectangulaire enjambant le canal et la chapelle) est inscrit au titre des monuments historiques par arrêté du 20 novembre 1998.
La chapelle du domaine n'est plus utilisée comme lieu de culte.

## Situation
Situé à Châteauneuf-de-Gadagne, il se trouve en dehors du village, enjambant l'une des branches de la Sorgue, dont le cours sert de source d'énergie au moulin.